# Centro Comercial Plaza San Miguel
Plaza San Miguel es un centro comercial ubicado entre las avenidas Riva Agüero, La Marina y Universitaria, en el distrito de San Miguel, ciudad de Lima, capital del Perú. Es el centro comercial más antiguo de la ciudad de Lima, inaugurado el 15 de octubre de 1976. La propiedad del terreno donde se ubica pertenece a la Pontificia Universidad Católica del Perú.
Plaza San Miguel cuenta con más de 170 locales, razón por la cual, es uno de los centros comerciales con mayor concurrencia en el Perú; se estima que su afluencia de público supera las 12 millones de personas cada año.

## Ubicación
Se encuentra en el distrito de San Miguel, con dirección en la avenida La Marina 2000. Plaza San Miguel está ubicado en la intersección de dos de las principales avenidas de Lima: La Marina y Universitaria. Debido a esta ubicación estratégica, recibe —además de San Miguel— una gran cantidad de visitas de distritos vecinos como el Callao, Bellavista, La Perla, Pueblo Libre y Magdalena del Mar. Además, por su proximidad al Aeropuerto Internacional Jorge Chávez (a unos 25 minutos en automóvil) es un centro comercial con bastante concurrencia de turistas extranjeros.

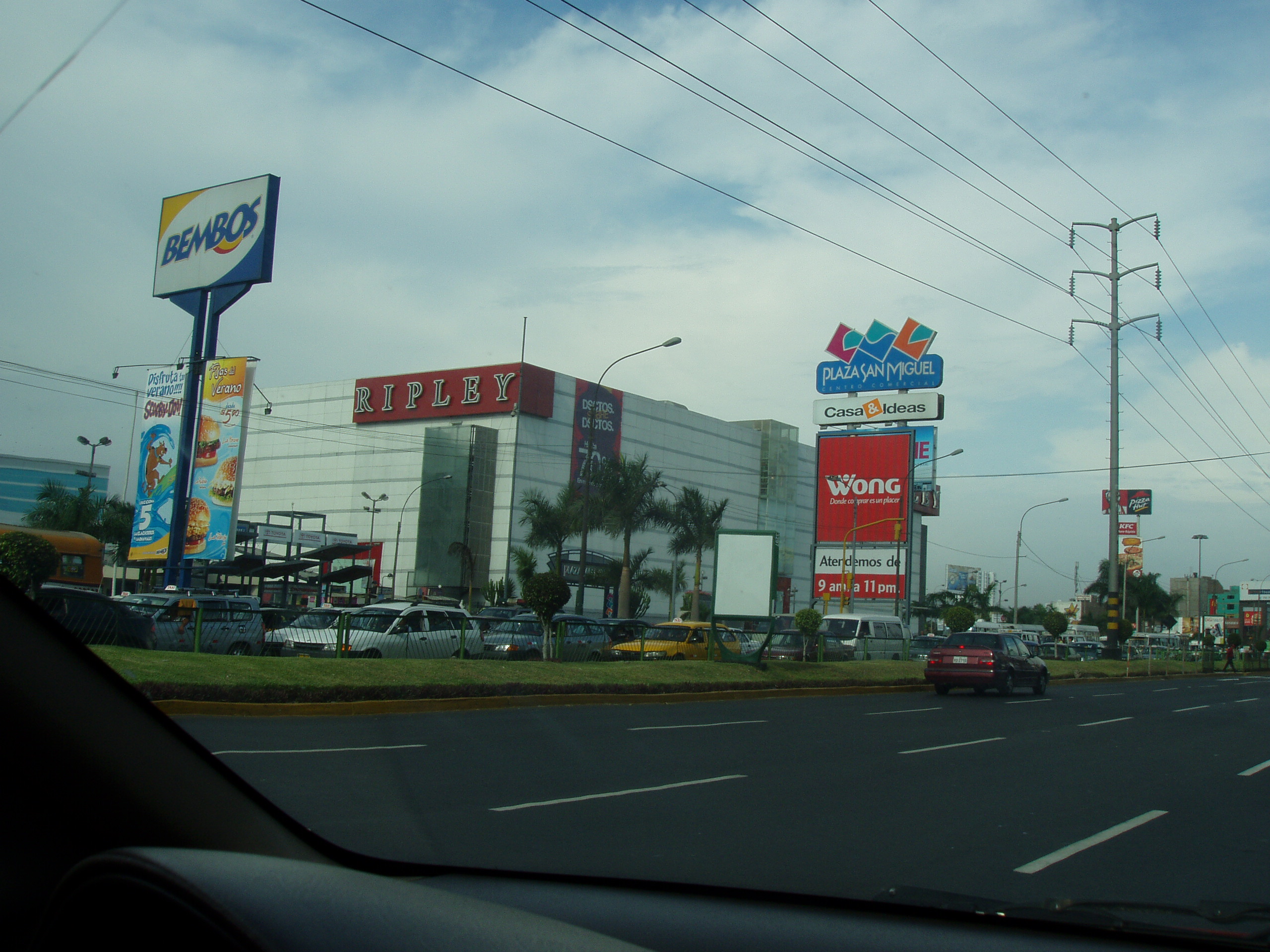
Plaza San Miguel desde la avenida de la Marina, en febrero del 2009.

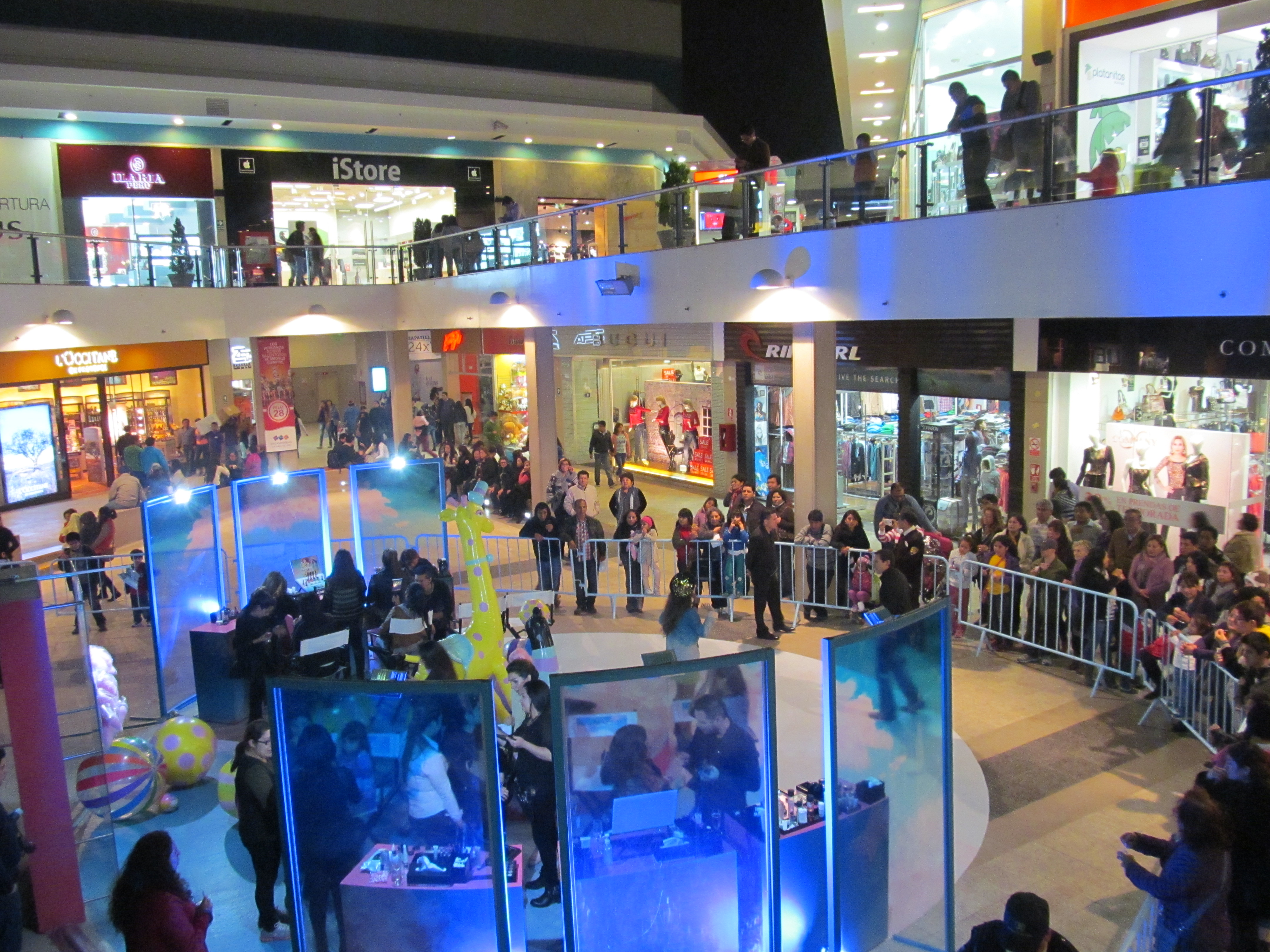
Actividades recreativas para niños en Plaza San Miguel

## Historia
Plaza San Miguel abrió sus puertas el 15 de octubre de 1976, siendo el primer intento logrado por crear un centro comercial en el Perú. Inicialmente, sólo contaba con 70 tiendas de servicios y sus primeras tiendas anclas fueron las tiendas Sears (SAGA desde 1988, Saga Falabella desde 1995 y Falabella desde 2018) y Todos. Por aquellos años, era el complemento comercial de la popular Feria Internacional del Pacífico (también Feria del Hogar) que se desarrollaba a unas pocas cuadras de allí.
El 15 de mayo de 1988, el centro comercial recibió la visita del Papa Juan Pablo II, quien venía realizando su segunda visita al Perú. Esa mañana, miles de personas se reunieron en la explanada de Plaza San Miguel para escuchar la Misa central dirigida por el sumo pontífice. La visita del Papa ocurrió durante la época del terrorismo y de la hiperinflación de la economía peruana, por lo cual fue un evento de tanta importancia para muchos peruanos en aquel entonces.
En 1993, Plaza San Miguel experimenta un punto de quiebre con 2 sucesos importantes: la incorporación del supermercado E.Wong (renombrado como Wong en 2005) como tienda ancla en el antiguo formato de Todos (que ya había cerrado un tiempo antes) y de los restaurantes KFC y Pizza Hut en la avenida La Marina. En 1994, se inaugura el restaurante peruano de comida rápida Bembos y en frente, hacia la avenida La Marina se construye el supermercado Santa Isabel.
A mediados de los 90's, el acontecimiento de la ampliación de la avenida Universitaria hasta el cruce con La Marina permitió que aquella zona se convirtiera en una importante esquina comercial.
En 1997, se abre el retailer de ferreterías Ace Home Center (anteriormente Maestro y actualmente es Sodimac), y se construye la tienda de compra y alquiler de películas Blockbuster en la avenida La Marina.
En 1998, se inaugura la sala de multicines Cineplex (renombrada Cineplanet en el 2000) en el jirón Mantaro, y Saga Falabella y Wong construyen su segundo nivel. Sin embargo, desaparece la tienda de muebles Hogar en la avenida Universitaria.
A fines del 2000, se abre la 3ª tienda de la cadena chilena de tiendas por departamento Ripley como tienda ancla, que al inicio contaba con 3 niveles y actualmente 4 desde el 2006, además de construir los primeros estacionamientos subterráneos también de cuatro niveles bajo la tienda mencionada. En 2001, se abre el parque de atracciones Coney Park en el jirón Mantaro. 

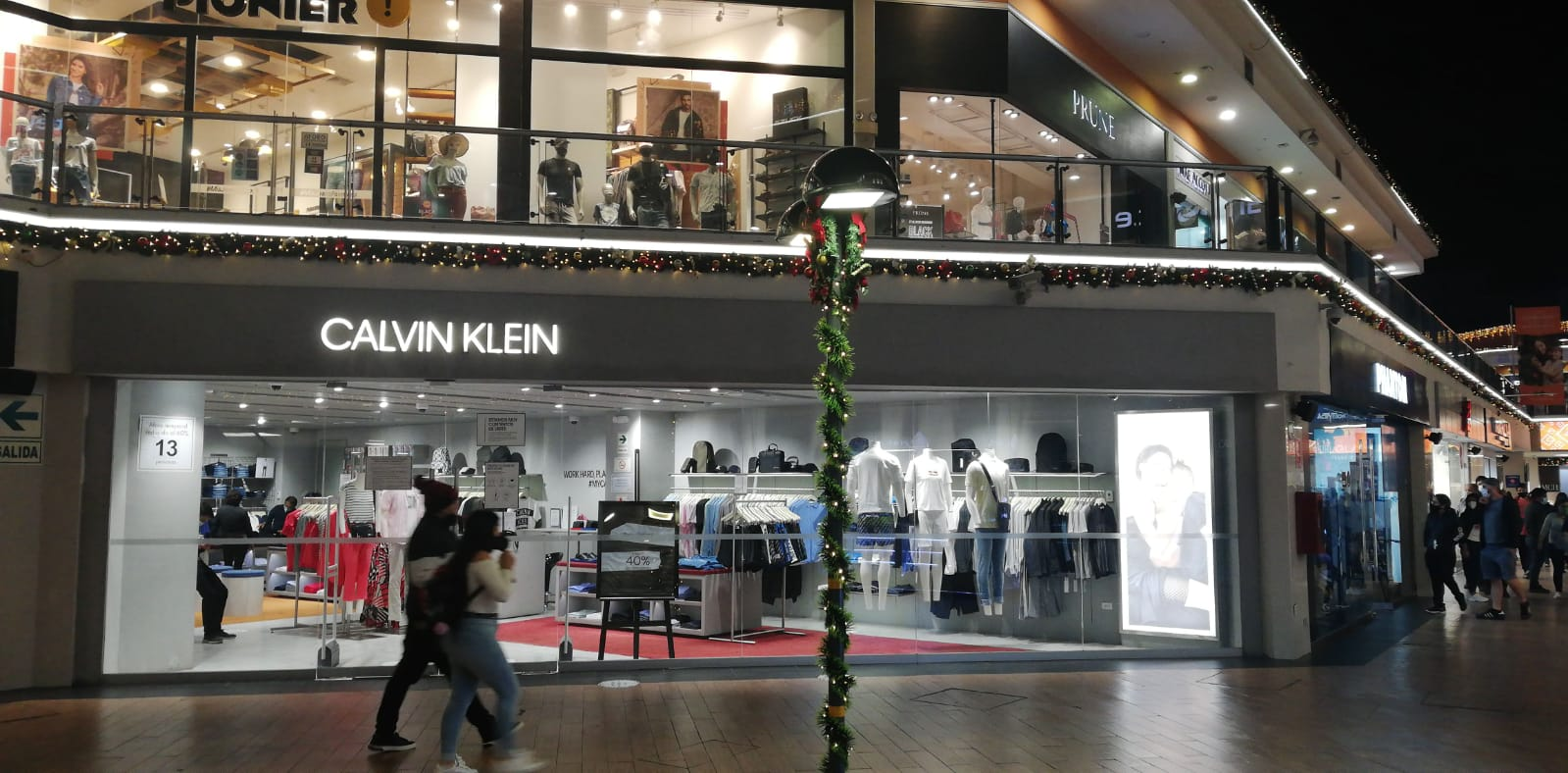
Plaza San Miguel un sábado por la noche

En 2002, se abre el restaurante de comida rápida McDonald's en la avenida Universitaria (remodelado en 2008 con McCafé y cerrado en 2020 tras la tragedia que dejó dos trabajadores muertos del local en diciembre de 2019). En 2012, abrió otro local de la cadena al frente de Cineplanet, sin embargo, cerró pocos años después por ampliaciones en el recinto.
A mediados de 2004, Ace Home Center se muda del jirón Mantaro a su local actual en la avenida Universitaria, en el mismo lugar donde operó Hogar. Mientras, el espacio del jirón Mantaro se convierte en un local de la tienda Casaideas y posteriormente un centro de convenciones y ferias.
En 2006, debido a la quiebra de la empresa Blockbuster en el Perú hace un año, el local es convertido en un restaurante de la franquicia Chili's.
En abril de 2007, Santa Isabel pasó a ser Plaza Vea Super y el centro comercial inicia un proceso de ampliación acabado en marzo del 2009 con el funcionamiento total de su segundo nivel y nuevos estacionamientos subterráneos. Desde enero de 2010, viene funcionando el 3.er nivel.
Por su importancia en las actividades económicas de su jurisdicción, Plaza San Miguel recibió en abril de 2015, la condecoración de La Orden de la Glorieta de la Media Luna que es la más alta distinción otorgada por el distrito de San Miguel.

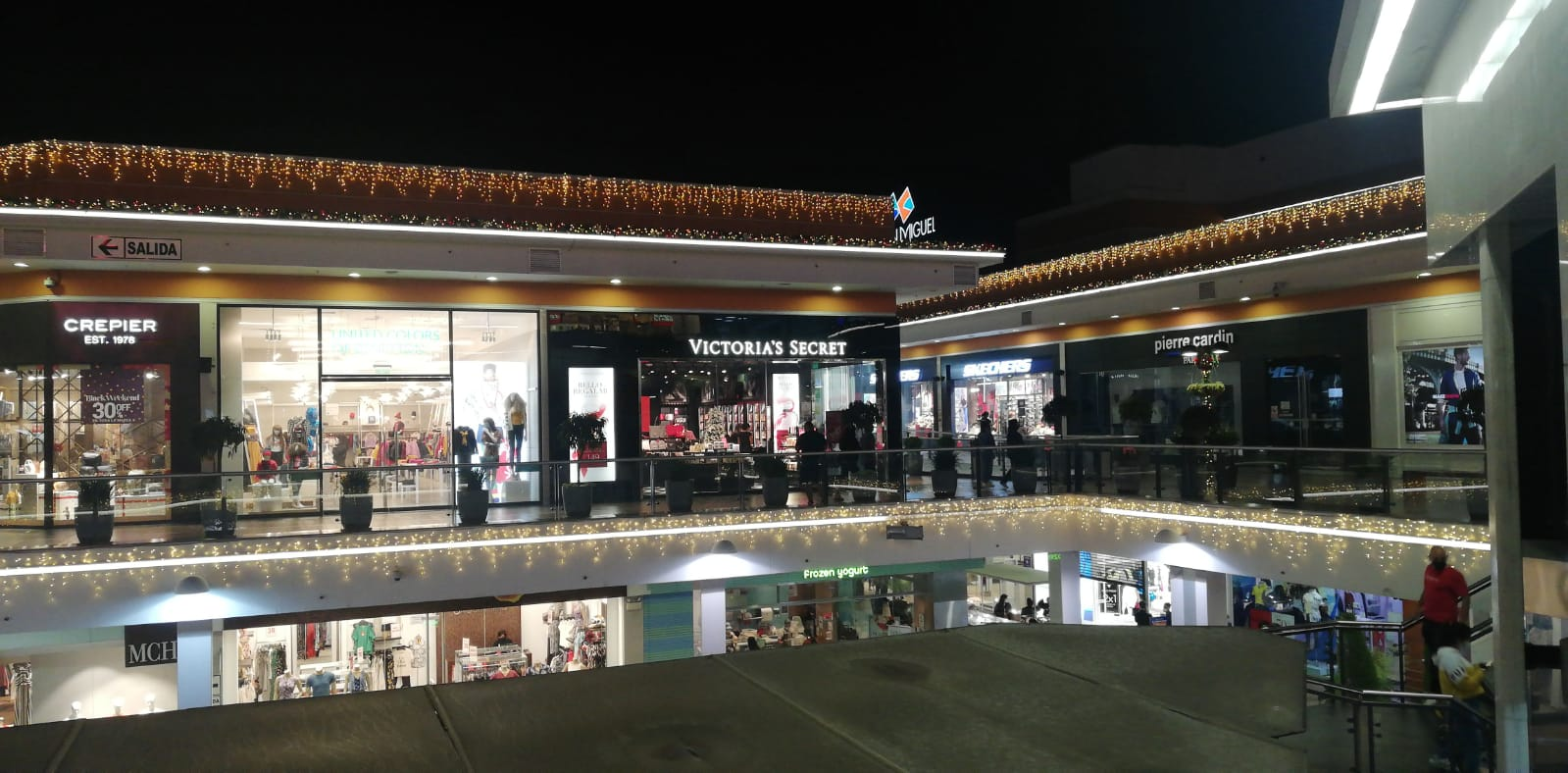
Segundo nivel del centro comercial

En 2016, se amplía el centro comercial por la zona de la derecha, construyendo una edificación en la avenida Universitaria, donde se empieza a alojar Wong en el primer y segundo piso (el local donde ahora está el supermercado estaba destinado a ser la tienda por departamento París hasta que la marca se retiró del Perú en 2020), en el 3°  piso está la zona financiera, en el 4º y 5º piso hay oficinas contando con estacionamientos subterráneos. En 2017, Plaza Vea Super desaparece y en su lugar ahora hay un restaurante-casino.
En 2018, se realiza la ampliación por la zona de la izquierda junto a Falabella construyendo más tiendas y estacionamientos subterráneos, el jirón Mantaro es convertido en un bulevar y se inauguran nuevos restaurantes como Madam Tusan, Fridays, Chili's y Bembos (estos dos últimos han estado frente a la avenida La Marina y que debido a la ampliación fueron demolidos y trasladados), en esa zona luego también se instalaría un supermercado Plaza Vea. 
En 2020, se inauguraron los nuevos pasillos, y para junio de 2021, se inauguró su patio de comidas, incluyendo locales de cadenas como Taco Bell, Burger King y McDonald's (estos dos últimos en reemplazo de sus locales en formato grande cerrados que se ubicaban en la avenida La Marina), además de versiones food court de los restaurantes ya operativos en el centro comercial.
El 2 de diciembre de 2022, se inauguró el supermercado Plaza Vea dentro de la ampliación de Riva Agüero, cabe recordar que este establecimiento anteriormente estuvo al frente de este mall (donde ahora es el casino).
En 2024, se inauguró la tienda Hiper Asia.

## Infraestructura
Plaza San Miguel abarca un área de 71,000 m² distribuidos en sus 3 niveles. Además, cuenta con un centro de convenciones de 2,500 m² ubicado en una avenida aledaña.